# (11228) Botnick
(11228) Botnick (1999 JW49) – planetoida z grupy pasa głównego asteroid okrążająca Słońce w ciągu 3,45 lat w średniej odległości 2,28 j.a. Odkryta 10 maja 1999 roku.